# International Falcon Movement – Socialist Educational International
International Falcon Movement – Socialist Educational International (IFM-SEI) je mezinárodní nezisková organizace se sídlem v Belgii, která vede kampaň za práva dětí. Je to bratrská organizace Socialistické internacionály a úzce spolupracuje s International Union of Socialist Youth (IUSY) a Young European Socialists. IFM - SEI je členem European Youth Forum (YFJ) které působí v rámci Rady Evropy a v prostoru Evropské unie a úzce spolupracuje s oběma těmito subjekty. V Latinské Americe je členem Foro Latin-America de Juventud (FLAJ)
Je součástí International Coordination Meeting of Youth Organisations (ICMYO) který se skládá z celosvětových aktivních mládežnických organizací a regionálních mládežnických platforem a usiluje o koordinaci jejich činnost v rámci OSN a jejích agentur.
Má členské organizace po celém světě, nejvíce v Evropě a Jižní Americe. Mnoho z jejich členských organizací pracuje s dětmi a mladými lidmi všech věkových kategorií prostřednictvím aktivit, skupin a kempování.
Členy IFM - SEI jsou organisace dětí a mládeže, rodinné organizace a další organizace, které pracují ve prospěch dětí a mladých lidí. IFM - SEI organizuje kampaně, například proti dětské práci nebo dětské pornografie, semináře, školení, tábory i další vzdělávací aktivity. Jejich aktivity jsou prováděny členské organizace a mezinárodní semináře se konají pravidelně ve spolupráci s ostatními bratrskými organizacemi. Jednou z nedávných aktivit byl Peace Camp s Izraelci a Palestinci. LGBT událost kterou pořádá IFM se jmenuje Queer Easter.